# Аравазь-Пельга
Арава́зь-Пельга́ (Арвазь-Пельга, рос. Аравазь-Пельга) — присілок в Кізнерському районі Удмуртії, Росія.
Населення становить 176 осіб (2010, 282 у 2002).
Національний склад (2002):
- удмурти — 99 %

Урбаноніми:
- вулиці — Велика, Зарічна, Мала, Мельнична, Підгірна, Шкільна